# Prasqual

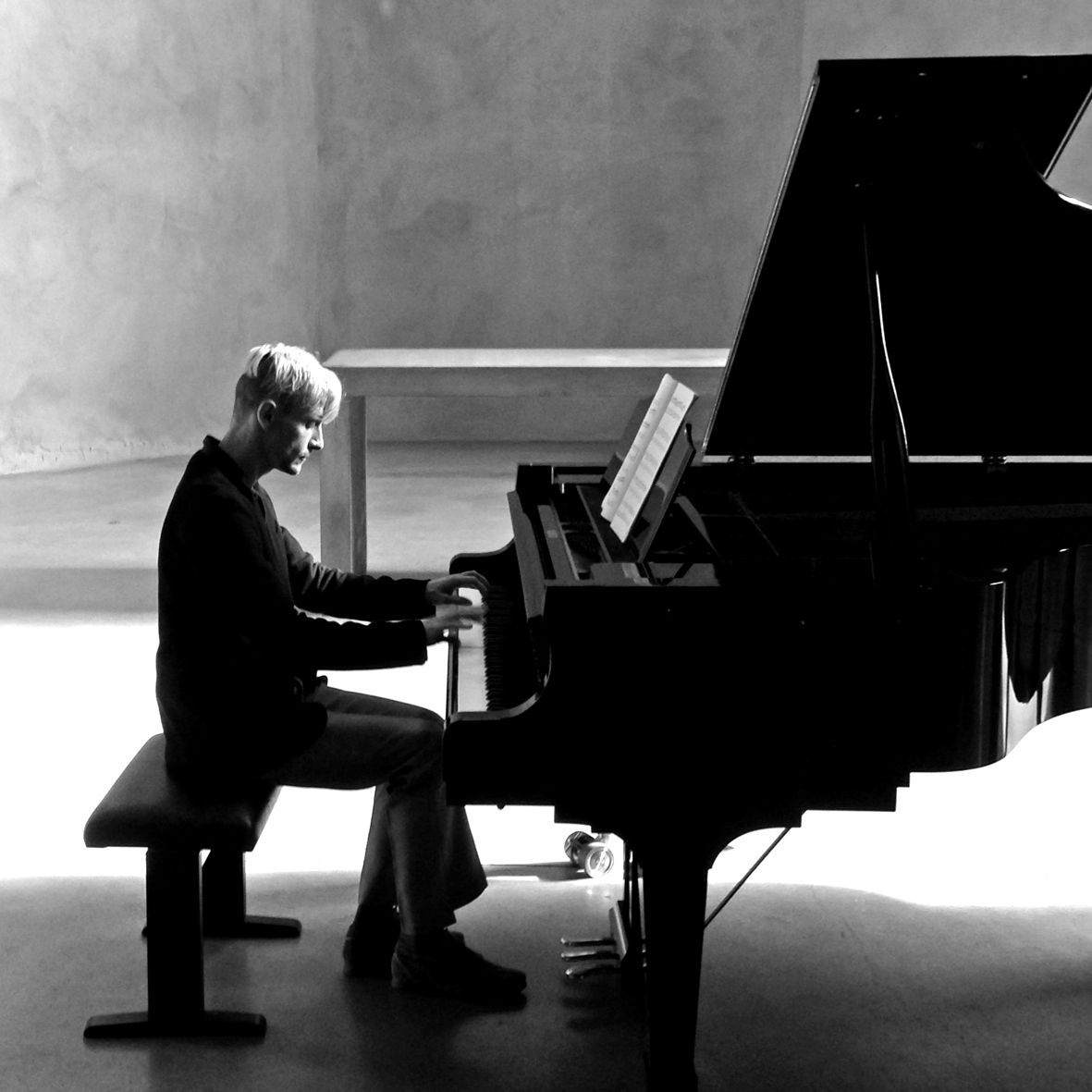
Prasqual während eines Konzerts in Köln, Oktober 2017

Tomasz Prasqual (Künstlername, Eigenschreibweise PRASQUAL (2008–2022), * 1981 in Jelenia Góra, Polen) ist ein Komponist, Klangarchitekt, Klangkünstler, Pianist und Dramaturg.

## Leben
Tomasz Prasqual studierte Komposition bei Grażyna Pstrokońska-Nawratil an der Ignacy-Jan-Paderewski-Musikakademie Posen. 2005 schloss er das Studium mit Auszeichnung ab. Es folgten Aufbaustudien der Komposition bei York Höller in Köln und bei Manfred Trojahn in Düsseldorf, der elektronischen Komposition bei Hans Ulrich Humpert in Köln, des Dirigierens bei Rüdiger Bohn in Düsseldorf und im Fach Klavier bei Klaus Oldemeyer in Köln. Prasqual nahm an Kompositionskursen mit Brian Ferneyhough, Péter Eötvös, Mark Andre, Christian Wolff und Karlheinz Stockhausen teil. Er war Stipendiat des DAAD, der Deutsche Bank Stiftung, der Kunststiftung NRW und des Polnischen Ministeriums für Kultur und Nationalerbe. Schwerpunkte seines Schaffens sind Opern- und Bühnenprojekte, elektronische Musik, Mikrotonalität und die Bewegung der Musik(er) im Raum. Im Sommersemester 2018 und Wintersemester 2019 war Prasqual Lehrbeauftragter (Klangkunst/Intermediale Kunst) am Musischen Zentrum der Ruhr-Universität Bochum. 2018–2020 arbeitete er als Artist-Expert im ScienceArt Project der Europäischen Kommission. 2023–24 arbeitete Tomasz Prasqual als Dramaturg für die Ruhrtriennale.
Tomasz Prasqual lebt in Köln.

## Werke
- Can there be too much Love in this world? String Quartet No. 2 (2024)
- Studies of Loneliness (2023), trio for violin, cello and quarter-tone synthesizer
- Canti Lussuriosi e Seriosi (2022), concert for soprano, mezzosoprano, recitator + double orchestra of solists & electronics
- My Data & Me: una storia d'amore (2019-), opera project in progress for a singing robot, soprano, ensemble and an improvising synthesizer player
- IN | de | Finite (Never consider your mind just as a mirror of reality) (2019/2020) sound installation, architectonic construction, performance, video
- UDAYA (2019) String Quartet No. 1
- Conversations with Death (2019) for mezzosoprano, basso, two recitators and two historic orchestras in different tunings (415 and 430 Hz)
- EUFOLIA (2017) ballet music for electronic music in the space
- RE: stage ritual in 28 moments (2017) countertenor, oboe/English horn, and 20 musicians moving in space
- MASHRABIYYA. The poem of wandering light (2017) for oboe/English horn, French horn, 93 orchestra musicians in 6 groups in space and electronic music
- Liebeslieder (Love Songs) (2016) staged work for 6 performers and 1 musician
- Drei Klangskulpturen für Museum Jerke (2016) electronic music in space
- INFOLIA (2015) ballet music for electronic music in the space
- MUQARNYAS (2015) for accordion, two orchestras in 6 groups in the space and electronic music
- NEVERMORE…? (2014) ballet music for 2 percussion-players and electronic music in the space
- 5 Gesänge aus dem Käfig/5 Songs from the Cage (2014) for mezzo soprano, baritone, recitator, orchestra in 7 groups and electronic music in the space
- Musique pour le Roi Primordial (2014) for piano
- Architecture of Light, third part of the opera project Orlando (2013) for soprano, trumpet-player, 23 orchestra-musicians moving in the space and electronic music
- Six Wings of Angels (2012) electronic music for ballet for 8 loudspeakers in the cubic space
- Six Portraits (2012) for piano
- Polski Blues (2011) several compositions for pupils and musicians
- OPHELIA (2011) for 3 singers, instrumental ensemble en electronic music in the space
- Portal (2011) for piano
- Moses muss singen (2010) music theatre for 4 singers, 1 actor, 4 instrumental players and the Voice of God
- PERNYAI (2010, rev. 2016) for clarinet, piano and string quartet
- YMORH (2010) for 22 musicians
- RITO (2009) for 2 sopranos and orchestra in 8 groups
- CARP&BREAD (2008) for children voices and instrumental ensemble
- FURIA (2008) for violin, clarinet, percussion and piano
- LEBENE (2008) for orchestra
- OKKO. Lebensfragmente (2007) for piano 4-hands
- TOMBEAU (2007) for cello and piano
- SALTO MORTALE (2007) for string orchestra and electronic sounds
- L’una vuota (2005) for organ
- ESTER (2005) for 5 soloists, choir and chamber orchestra
- Concerto for viola and orchestra (2005 rev. 2008) for viola and orchestra
- 4 Lieder (2004) for soprano and piano
- Lieber Felix (2004) for recitator and piano
- Mother Nature (2003) electronic music
- Mother Nature, Come to Daddy (2003) for clarinet, double bass, percussion and tape
- Flash (2002) for 2 flutes and piano
- Im Augenblick (2002) for clarinet and viola
- Recordare (2002) for mixed 8-part choir
- 3 poems (e.e.cummings) (2001) for soprano and piano
- Lux Aeterna (2001) for 4 male voices
- Suite (2001) for harp
- Pranajama (2001) for 8 wind instruments and percussion
- SATOR (2000) for soprano and ecological reusable materials